# National Pipe Thread

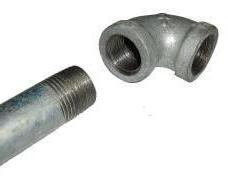
Tub roscat i colze

Cotes de la rosca NPT

NPT (acrònim de l'anglès National Pipe Thread, ‘Rosca de Tubs Nacional ’), és una norma tècnica nord-americana també coneguda com a rosca nord-americana cònica per a tubs que s'aplica per a l'estandardització del roscat dels elements de connexió emprats en els sistemes d'instal·lacions hidràuliques. A vegades, el roscat NPT mascle es denomina MPT (Male Pipe Thread), MNPT, o NPT(M) mentre que es fa servir la denominació FPT (Female Pipe Thread), FNPT, o NPT(F) per a la variant de connexió femella.

## Perfil cònic
La norma NPT defineix el tipus de roscat i estanquitat, en aquest cas obtingut per contacte i compressió d'aresta amb un con (roscat cònic, tapered thread). El filetejat NPT va a des de 1⁄16 fins ¾ polzades per peu, mesura del canvi de diàmetre (del filetejat del tub) sobre la llargària del tub. El roscat dividit per una línia central dona un angle resultant de 1° 47' 24" o 1.7899° mesurat des del centre de l'eix del tub. Les mides més habituals NPT són de ⅛, ¼, ⅜, ½, ¾, 1, 1¼, 1½, 1 i 2 polzades i apart de l'acer i del llautó, es pot aplicar en materials plàstics com el PVC, niló, i metàl·lics com el bronze o el ferro colat. Per a obtenir una bona estanquitat, és freqüent l'aplicació d'algun tipus de material de segellat que a més a més permet protegir el filetejat de la corrosió. Precisament, la norma ANSI B1.20.3 defineix una variant denominada National Pipe Taper Fuel (NPTF) o de segellat en sec que fa innecessari l'ús de material de segellat.

## Grandària de les connexions NPT[3]
| Mida NPT nominal | Diàmetre extern polzades (mm) | Rosques per polzada | Pas de la rosca polzades (mm) |
| ---------------- | ----------------------------- | ------------------- | ----------------------------- |
| 1/16"            | 0.3125 in (7.94 mm)           | 27                  | 0.03704 in (0.94082 mm)       |
| ⅛"               | 0.405 in (10.29 mm)           | 27                  | 0.03704 in (0.94082 mm)       |
| ¼"               | 0.540 in (13.72 mm)           | 18                  | 0.05556 in (1.41122 mm)       |
| 3/8"             | 0.675 in (17.15 mm)           | 18                  | 0.05556 in (1.41122 mm)       |
| ½"               | 0.840 in (21.34 mm)           | 14                  | 0.07143 in (1.81432 mm)       |
| ¾"               | 1.060 in (26.92 mm)           | 14                  | 0.07143 in (1.81432 mm)       |
| 1"               | 1.315 in (33.40 mm)           | 11½                 | 0.08696 in (2.20878 mm)       |
| 1¼"              | 1.660 in (42.16 mm)           | 11½                 | 0.08696 in (2.20878 mm)       |
| 1½"              | 1.900 in (48.26 mm)           | 11½                 | 0.08696 in (2.20878 mm)       |
| 2"               | 2.375 in (60.33 mm)           | 11½                 | 0.08696 in (2.20878 mm)       |
| 2½"              | 2.875 in (73.03 mm)           | 8                   | 0.12500 in (3.175 mm)         |
| 3"               | 3.500 in (88.90 mm)           | 8                   | 0.12500 in (3.175 mm)         |
| 4"               | 4.500 in (114.30 mm)          | 8                   | 0.12500 in (3.175 mm)         |
| 5"               | 5.563 in (141.30 mm)          | 8                   | 0.12500 in (3.175 mm)         |
| 6"               | 6.625 in (168.28 mm)          | 8                   | 0.12500 in (3.175 mm)         |
| 10"              | 10.750 in (273.05 mm)         | 8                   | 0.12500 in (3.175 mm)         |
| 12"              | 12.750 in (323.85 mm)         | 8                   | 0.12500 in (3.175 mm)         |
| 14" OD           | 14 in (355.60 mm)             | 8                   | 0.12500 in (3.175 mm)         |
| 16" OD           | 16 in (406.40 mm)             | 8                   | 0.12500 in (3.175 mm)         |
| 18" OD           | 18 in (457.20 mm)             | 8                   | 0.12500 in (3.175 mm)         |
| 20" OD           | 20 in (508.00 mm)             | 8                   | 0.12500 in (3.175 mm)         |
| 24" OD           | 24 in (609.60 mm)             | 8                   | 0.12500 in (3.175 mm)         |